# Antillai trupiál
Az antillai trupiál (Icterus dominicensis) a madarak osztályánakverébalakúak (Passeriformes) rendjébe, azon belül a csirögefélék (Icteridae) családjába tartozó faj.

## Rendszerezése
A fajt Carl von Linné svéd természettudós írta le 1766-ban, még a sárgarigófélék (Oriolidae) családjába tartozó Oriolus nembe Oriolus dominicensis néven, innen helyezték jelenlegi helyére. Alfajait az újabb besorolások leválasztották önálló fajjá.

## Alfajai
- Icterus dominicensis dominicensis (Linnaeus, 1766)[2]
- Icterus dominicensis melanopsis (Wagler, 1829)[2] vagy Icterus melanopsis[1]
- Icterus dominicensis northropi Allen, 1890[2] vagy Icterus northropi[1]
- Icterus dominicensis portoricensis H. Bryant, 1866[2] vagy Icterus portoricensis[1]

## Előfordulása
A Karib-térségben lévő, Hispaniola szigetén elterülő Dominikai Köztársaság és Haiti területén honos.
Természetes élőhelyei a szubtrópusi és trópusi síkvidéki és hegyi esőerdők, lombhullató erdők és cserjések, valamint vidéki kertek és ültetvények. Állandó, nem vonuló faj.

## Megjelenése
Átlagos testhossza 22 centiméter, testtömege 33 gramm.

## Életmódja
Ízeltlábúakkal, gyümölcsökkel és nektárral táplálkozik.

## Természetvédelmi helyzete
Az elterjedési területe nagy, egyedszáma viszont csökken, de még nem éri el a kritikus szintet. A Természetvédelmi Világszövetség Vörös listáján nem fenyegetett fajként szerepel.